# Manmohan Singh
Manmohan Singh (Devanagari: मनमोहन सिंह, Gah, Punjab, 26 september 1932 – New Delhi, 26 december 2024) was een Indiaas politicus en econoom. Hij behoorde tot de Congrespartij en was van 2004 tot 2014 minister-president van India. 

## Opleiding en loopbaan
Singh studeerde aan de universiteiten van Punjab, Cambridge (St John's College) en Oxford. Aan deze laatste universiteit haalde hij zijn doctoraatstitel in economische wetenschappen. Hij werkte vervolgens als docent economie in Delhi en bekleedde van 1966 tot 1969 een economische post bij de Verenigde Naties. Tijdens de jaren zeventig en de jaren 80 werkte hij als overheidsfunctionaris op het gebied van economie en in het bijzonder financiën. Hij was onder andere adviseur van de ministeries van Buitenlandse Handel (1971-72) en Financiën (1972-76) en functionaris bij een Indiase bank (1982-85).

## Politiek
In het begin van de jaren 90 werd Singh adviseur van minister-president Narasimha Rao. In 1991 werd hij benoemd tot minister van Financiën. Singh voerde in deze functie economische hervormingen door die hem veel lof opleverden. De geslotenontwikkelingseconomie moest plaatsmaken voor een open markteconomie. Indiase bedrijven moesten kunnen concurreren op de wereldmarkt. Velen zagen de hervormingen als de belangrijkste oorzaak van het herleven van de economie van India in de tweede helft van jaren 90.
Singh, die lid was van de Congrespartij, werd minister-president van India na de verkiezingen van 2004. Toen de Congrespartij deze verkiezingen won, schoof partijleider Sonia Gandhi hem naar voren. Hij werd hiermee de eerste sikh die het ambt bekleedde. Hij vormde een coalitieregering met de communisten en regionale partijen.
In 2009 won zijn partij opnieuw de parlementsverkiezingen, zodat Singh zijn termijn als premier kon verlengen. Vijf jaar later, bij de verkiezingen van 2014, besloot hij echter niet meer mee te strijden en nam hij na tien jaar afscheid van zijn ambt. Hij werd opgevolgd door Narendra Modi van de Bharatiya Janata-partij.

### Atoomverdrag
Manmohan Singh sloot in 2005 een samenwerkingsverdrag met de Verenigde Staten van Amerika op het gebied van atoomenergie. In beide landen leidde dit tot heftige reacties. India heeft het verdrag tegen de verspreiding van kernwapens niet ondertekend. Onofficieel beschikt het over die wapens. Nationalisten en communisten wijzen controles door het Internationaal Atoombureau te Genève van de hand. Ze liepen te hoop tegen de regering. Maar Manmohan Singh behaalde op 22 juli 2008 een zege in het Lagerhuis.
Singh overleed op 26 december 2024 op 92-jarige leeftijd.

## Galerij

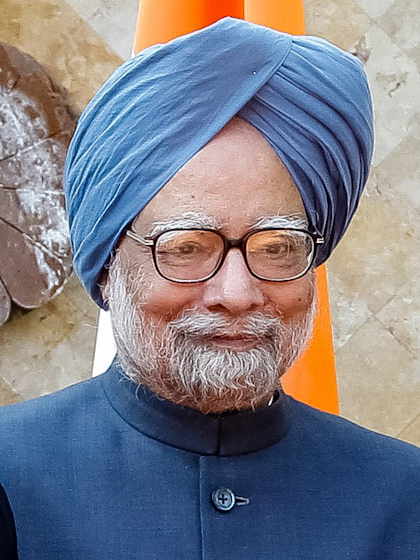
Manmohan Singh in 2012
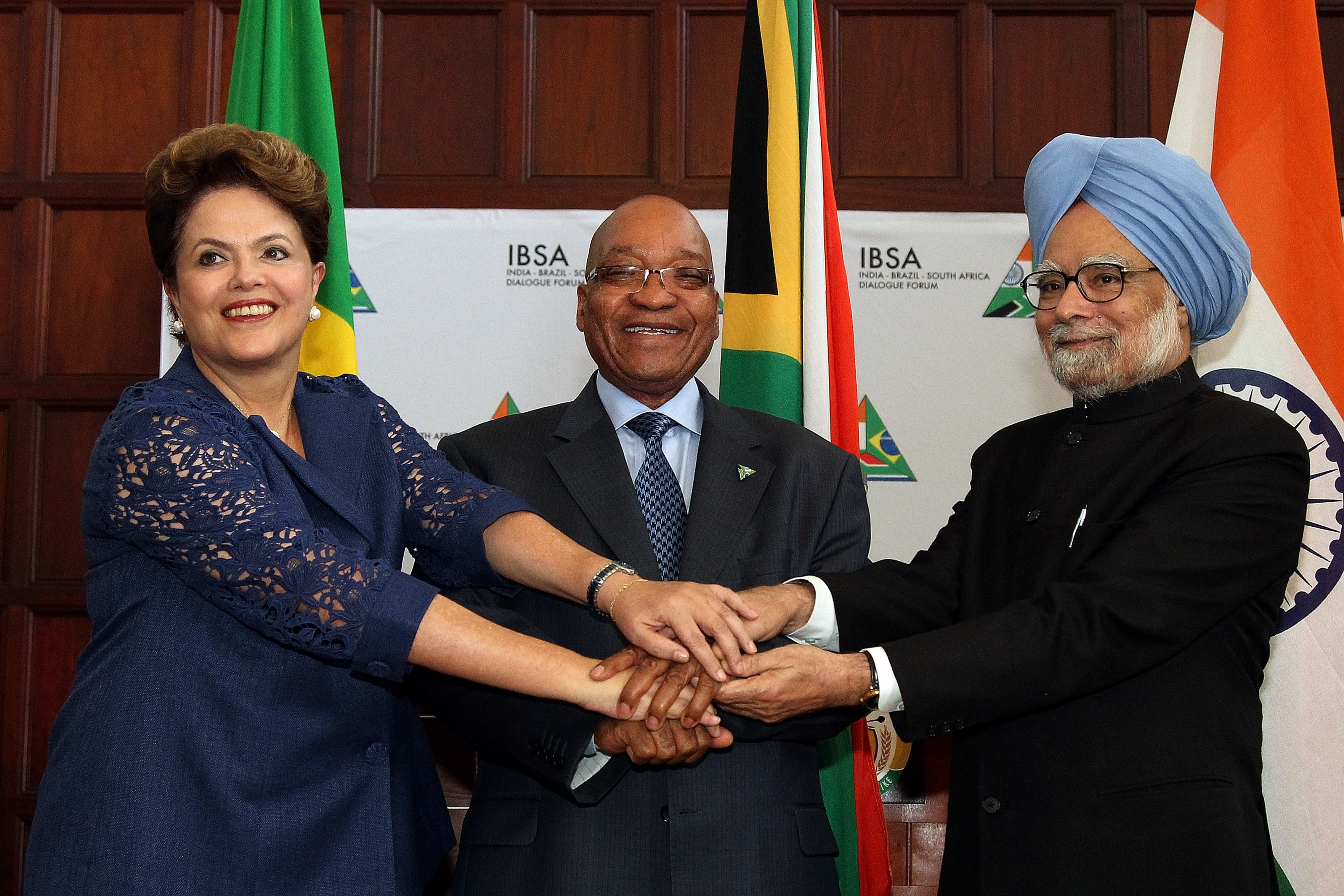
Singh met de toenmalige presidenten Jacob Zuma van Zuid-Afrika en Dilma Rousseff van Brazilië (2012)
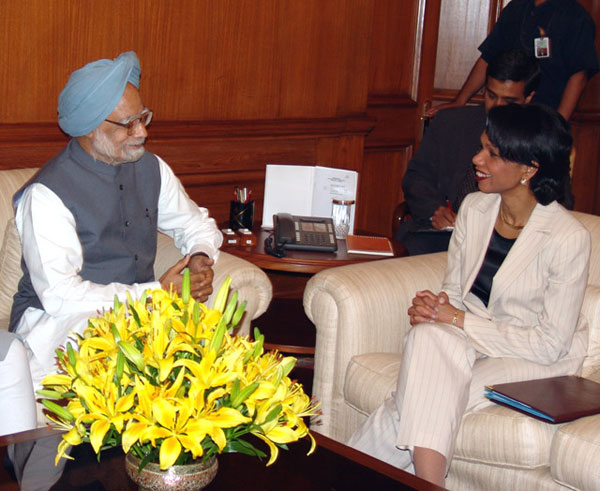
Manmohan Singh ontmoet Condoleezza Rice (2005)

Jawaharlal Nehru · Gulzari Lal Nanda · Lal Bahadur Shastri · Indira Gandhi · Morarji Desai · Chaudhary Charan Singh · Rajiv Gandhi · Vishwanath Pratap Singh · Chandra Shekhar · Narasimha Rao · Atal Bihari Vajpayee · Haradanahalli Dodde Deve Gowda · Inder Kumar Gujral · Manmohan Singh · Narendra Modi
- Bibliothèque nationale de France: cb12457447m (data)
- CiNii: DA17078986
- Gemeinsame Normdatei: 119241374
- International Standard Name Identifier: 0000 0000 8142 6134
- Library of Congress Control Number: n89294611
- MusicBrainz: fb299dbb-e13c-4e72-8081-665a64666612
- Nationale bibliotheek van Australië: 41700341
- Nationale Bibliotheek van Israël: 987007453680005171
- Nationale Bibliotheek van Polen: a0000003445432
- Nederlandse Thesaurus van Auteursnamen: 074555049
- Système universitaire de documentation: 113317999
- Trove: 1455526
- Virtual International Authority File: 63147248
- WorldCat: E39PCjw9Q9kVJHJjKwYWVxdCwC